# Ruottirvoddaroavvi
Ruottirvoddaroavvi är en kulle i Finland. Den ligger i Utsjoki kommun i landskapet Lappland, i den norra delen av landet, 1 000 km norr om huvudstaden Helsingfors. Toppen på Ruottirvoddaroavvi är 333 meter över havet. Ruottirvoddaroavvi ingår i Paistunturit.
Terrängen runt Ruottirvoddaroavvi är lite kuperad.  Trakten runt Ruottirvoddaroavvi är nära nog obefolkad, med mindre än två invånare per kvadratkilometer. Det finns inga samhällen i närheten. Omgivningarna runt Ruottirvoddaroavvi är i huvudsak ett öppet busklandskap.